# Bernard Moninot

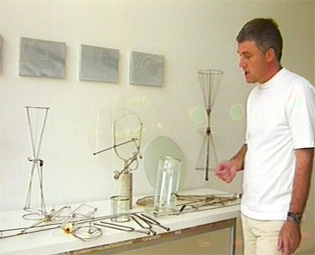
Bernard Moninot

Bernard Moninot (* 15. Mai 1949 in Le Fay Département Saône-et-Loire, Burgund) ist ein französischer Maler, Zeichner und Objektkünstler.

## Leben und Werk
Bernard Moninot studierte an der École nationale supérieure des beaux-arts de Paris. Später war er dort Hochschullehrer. Moninot lebt nordöstlich von Paris in Le Pré-Saint-Gervais und Chateau Chalon im Jura.
Moninot stellte schon im Alter von 22 Jahren auf der 7. Biennale von Paris aus. Zu Beginn lag der Schwerpunkt Moninots auf Malerei und Zeichnung und sein Werk wurde als Neue Figuration eingeordnet. 
In den 1980er Jahren stellte er Assemblagen aus Holz, Glass, Spiegeln, Kohlepapier, Pigmenten, Tinte, Siliciumdioxid, Graphit, Metallpulver und fragilen Metallkonstruktionen her. Er begann experimenteller und poetischer zu werden und nutzte zusätzlich natürliche Phänomene wie Licht, Wind, Schatten, Schall und Resonanzen für seine Werke. Moninot arbeitet mit Objekten, die er selbst gefertigt hat. Die Lichtquellen setzt er oft so, dass ein großflächiger Schattenwurf entsteht, der den Objekten eine weitere Komponente hinzufügt.
1981 reiste Bernard Moninot das erste Mal zu einem Treffen mit indischen Künstlern in deren Heimatland. Es schloss sich eine Reise zu den historischen astronomischen Sternwarten Jantar Mantar in Delhi und Jaipur an.

## Einzelausstellungen (Auswahl)
- 2014 Bernard Moninot, Dessin(s), Cabinet des dessins Jean Bonna, École nationale supérieure des beaux-arts de Paris
- 2012 Dessins dans l'espace, Sammlung Séverin Wunderman, Jean Cocteau Museum, Menton
- 2007 La Mémoire du vent Fin-Garten bei Kashan, École des Beaux-Arts, Teheran, Iran
- 2001 National Gallery of Modern Art, Mumbai, Indien
- 2001 National Gallery of Modern Art, Delhi, Indien
- 2001 Museo del Vidrio, Monterrey, Mexiko
- 2000 Galerie Bab el Kebir, Institut français, Rabat, Marokko
- 1998 Fruitmarket Gallery, Edinburgh, Schottland
- 1998 Reykjavík Art Museum, Island
- 1980 Musée d’art moderne de la Ville de Paris
- 1976 Galerie Karl Flinker, Paris

## Gruppenausstellungen (Auswahl)
- 2007 Dessins de la collection Florence et Daniel Guerlain, Ambassade de France, New York
- 1991 Triennale de New Delhi, Lalit Kala Academy, Neu-Delhi, Indien
- 1989 Art en France: un siècle d’inventions, Puschkin-Museum, Moskau
- 1979 Biennale of Sydney, Australien
- 1977 documenta 6, Kassel
- 1975 Realismus und Realität, Kunsthalle Darmstadt, Darmstadt
- 1974 Museum Boijmans Van Beuningen, Rotterdam, Niederlande
- 1973 8. Biennale von Paris
- 1973 Kunst und Wirklichkeit, Kunstverein Hannover
- 1971 7. Biennale von Paris